# Дєзе Вереш
Дєзе Вереш (угор. Győző Veres, 13 червня 1936 — 1 лютого 2011) — угорський важкоатлет.
Бронзовий призер Олімпійських Ігор 1960 (середня вага), 1964 (напівважка вага) років, учасник 1968 року.